# Ахерла
Ахерла (англ. Aherla; ирл. An Eatharla) — деревня в Ирландии, находится в графстве Корк (провинция Манстер).